# Parafia Wniebowzięcia Najświętszej Maryi Panny w Niżnym Nowogrodzie
Parafia Wniebowzięcia Najświętszej Maryi Panny w Niżnym Nowogrodzie – rzymskokatolicka parafia znajdująca się w archidiecezji Matki Bożej w Moskwie, w Dekanacie Wschodnim. Posługę duszpasterską w parafii prowadzą księża diecezjalni, a według stanu na kwiecień 2018, jej proboszczem jest ks. Grigorij Kromkin. W parafii posługują również siostry felicjanki. 

## Rys historyczny parafii
W 1857 roku katoliccy kupcy złożyli do miejscowych władz wniosek o pozwolenie na budowę kaplicy na placu targowym. Po długich wysiłkach udało się im uzyskać stosowne pozwolenie. Pierwsza kaplica powstała tam dzięki połączeniu ofiar miejscowych parafian wraz z datkami od kupców. Poświęcenie tejże kaplicy połączone z nadaniem jej wezwania Wniebowzięcia Najświętszej Maryi Panny miało miejsce w 1861 roku. 